# Tatyana Troina
Tatyana Troina (30 de junho de 1981) é uma basquetebolista profissional bielorrussa.

## Carreira
Tatyana Troina integrou a Seleção Bielorrussa de Basquetebol Feminino, na Rio 2016, que terminou na nona colocação.